# Fidèle-Marie Gaillard de Kerbertin
Fidèle-Marie Gaillard de Kerbertin est un homme politique français, né le 19 mai 1789 à Ploërmel et mort le 12 octobre 1845 à Rennes. Il a été parlementaire sous la Monarchie de Juillet : député de 1830 à 1842 et membre de la Chambre des pairs du 18 avril 1845 à sa mort la même année.

## Mandats
Pair de France
- 19 avril 1845 - 12 octobre 1845 : pair de France

Député
- 21 octobre 1830 - 5 juillet 1831 : député du Morbihan
- 5 juillet 1831 - 21 juin 1834 : député d’Ille-et-Vilaine
- 21 juin 1834 - 6 juin 1837 : député d’Ille-et-Vilaine
- 6 juin 1837 - 2 mars 1839 : député d’Ille-et-Vilaine
- 2 mars 1839 - 1842 : député d’Ille-et-Vilaine

## Distinctions
- Officier de la Légion d'honneur

## Sources
- « Fidèle-Marie Gaillard de Kerbertin », dans Adolphe Robert et Gaston Cougny, Dictionnaire des parlementaires français, Edgar Bourloton, 1889-1891 [détail de l’édition]